# 북평중학교 (전남)
북평중학교(北平中學校)는 대한민국 전라남도 해남군 북평면 남창리에 있는 공립 중학교이다.

## 학교 연혁
- 1951년 1월 1일 : 북평중학교 설립 인가, 6학급 인가
- 1952년 4월 29일 : 북평중학교 개교, 초대 교장 김인수 선생 취임
- 1953년 3월 23일 : 제1회 졸업식 거행 졸업생 46명
- 1978년 2월 24일 : 학급증설(24학급)
- 2024년 1월 5일 : 제72회 14명 졸업(총 10,155명)
- 2024년 9월 1일 : 제30대 이송미 교장 부임

## 참고 자료
- 북평중학교 - 한국교육학술정보원 학교알리미